# 安藤英治
安藤 英治（あんどう ひではる、1921年3月3日 - 1998年12月17日）は、日本の社会学者。成蹊大学名誉教授。マックス・ヴェーバーの研究者であった。東京出身。

## 人物
社会思想史面や人物としてのヴェーバー研究を行った。また剣道家で、成蹊大学剣道部の顧問を務めた。ヴェーバーの『プロテスタンティズムの倫理と資本主義の精神』（大塚久雄訳、岩波文庫）精読を、竹刀の素振りにも喩えている（なお晩年接した弟子によると、読み潰し3冊目を買い直していた）。ゼミの指導学生に杉原哲彦（元東亜大学教授）などがいる。

## 略歴
- 1944年 慶應義塾大学経済学部卒
- 1969年 - 1970年 マックス・ウェーバー研究所へ客員教授として留学
- 成蹊大学経済学部助教授、教授
- 1987年 定年退任、名誉教授

## 著作
- 『マックス・ウェーバー研究 エートス問題としての方法論研究』未來社 1965、新装版1994
- 『ウェーバー紀行』岩波書店 1972
- 『ウェーバーと近代 一つの社会科学入門』創文社 1972
- 『人類の知的遺産62　マックス・ウェーバー』講談社 1979
  - 『マックス・ウェーバー』講談社学術文庫 2003
- 『ウェーバー歴史社会学の出立 歴史認識と価値意識』未來社 1992

## 編著
- 『マックス・ヴェーバーの思想像』 内田芳明・住谷一彦らと編著 新泉社 1969
- 編著『ウェーバー プロテスタンティズムの倫理と資本主義の精神』有斐閣新書 1977
- 聞き手『回想のマックス・ウェーバー 同時代人の証言』亀嶋庸一編・今野元訳 岩波書店 2005

### 翻訳
- ハロルド・ラスキ『フランス革命と社会主義』石上良平共訳 創文社 1956
- カール・レーヴィット『ウェーバーとマルクス』柴田治三郎・脇圭平共訳 未來社 1966、新版1994
- ウェーバー『宗教・社会論集』訳者代表 河出書房新社 「世界の大思想」1972、新版1988
- アーサー・ミッツマン『鉄の檻　マックス・ウェーバー 一つの人間劇』創文社 1975
- ウェーバー『音楽社会学　経済と社会』池宮英才・角倉一朗共訳、創文社 1980
- ヴェーバー『プロテスタンティズムの倫理と資本主義の精神』梶山力訳、安藤編・校訂 未來社 1994